# Cup Noodles
Cup Noodles (яп. カップヌードル каппу нудору, дословно — «чашечная лапша» или «лапша в чашке/из чашки») — это бренд лапши (рамэна) быстрого приготовления, разработанный в 1971 году и производимый японской пищевой компанией Nissin Foods. Разовые порции продукта упаковываются в пенопластовые, пластиковые или бумажные стаканчики и готовятся путём добавления кипятка.
Торговая марка Cup Noodle также является зарегистрированной торговой маркой Nissin Foods. В некоторых странах, например, в Японии, используется единственная форма — Cup Noodle. Этот продукт вдохновил на создание различных конкурирующих продуктов, например Instant Lunch от Maruchan.

## История
Лапша быстрого приготовления была изобретена в 1958 году уроженцем Тайваня Момофуку Андо, основателем японской пищевой компании Nissin. В качестве первой лапши быстрого приготовления он использовал бренд Chikin Ramen.
Первоначально все вкусы содержали кусочки дегидрированного яйца, которое было убрано из состава в начале 1980-х годов. В 1978 году компания Nissin Foods предложила новые сорта — Top Ramen и Cup O' Noodles. Продукт был известен как Cup O' Noodles в США до 1993 года. Тремя оригинальными вкусами Cup O' Noodles в США были говядина, курятина и креветки; вкус свинины был добавлен в 1976 году. В 1998 году были введены сорта Cup Noodles Hot Sauce (говядина, курица, свинина и креветки). В 2016 году американская версия была изменена, в ней уменьшено содержание соды и удалены глутамат натрия и искусственные ароматизаторы.
В других частях света можно найти различные вкусы, например, том ям в Таиланде, краб в Гонконге и чурраско в Бразилии.

## В культуре
В 1972 году в префектуре Нагано, Япония, произошёл захват заложников Асама-Сансо. Широкое освещение этого события, которое включало в себя прямую трансляцию по национальному телевидению, длившуюся более 10 часов подряд, с показом сотрудников подразделений полиции префектуры, часто поедающих лапшу «Cup Noodles», способствовало взрывному повышению спроса на бренд.
С 1992 года «Japan Airlines» предлагает на борту «Cup Noodle» c эксклюзивным вкусом de Sky, с 2021 года продукт доступен в онлайн-магазине авиакомпании.

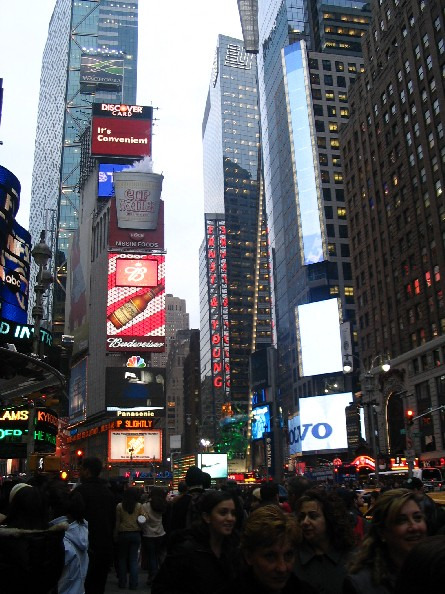
Реклама Cup Noodles на здании Уан-Таймс-Сквер

С 1996 по 2006 год на Таймс-сквер в Нью-Йорке была установлена 18-метровая вывеска «Nissin Cup Noodle», в виде стаканчика, из которого шёл пар. Она располагалась на видном месте рядом с верхушкой здания Уан-Таймс-Сквер, где в канун Нового года опускается шар. Этот знак стал последним примером в традиции вывесок с паром на Таймс-сквер, которая началась с чашки кофе 8 O’Clock Coffee, установленной в 1933 году.
C 2007 года три вкуса лапши Cup Noodle входят в регулярное меню японских космонавтов на международной космической станции.
Популярность лапши Cup Noodles также привела к созданию в 2011 году музея лапши Cup Noodle. В музее представлены экспозиции, посвященные лапше и её основателю Момофуку Андо. Музей находится в Иокогаме, Япония.